# Шелотське сільське поселення
Шело́тське сільське поселення (рос. Шелотское сельское поселение) — сільське поселення у складі Верховазького району Вологодської області Росії.
Адміністративний центр — село Шелота.

## Населення
Населення сільського поселення становить 403 особи (2019; 466 у 2010, 577 у 2002).

## Історія
Шелотська сільська рада утворена у червня 1929 року у складі новоутвореного Верховазького району Няндомського округу Північного краю. 18 липня 1954 року до складу сільради увійшла ліквідована Дорівська сільська рада. 26 травня 1960 року до складу сільради увійшла ліквідована Липецька сільська рада, однак 1 січня 1991 року вона була відновлена. Станом на 1999 рік до складу сільради входили 23 населених пункти. 2006 року сільрада перетворена в сільське поселення.

## Склад
До складу сільського поселення входять:
| Населений пункт             | Населення, осіб (2002) | Населення, осіб (2010) |
| --------------------------- | ---------------------- | ---------------------- |
| Акіньховська, присілок      | 8                      | 8                      |
| Анисимовська, присілок      | 6                      | 6                      |
| Афонинська, присілок        | 15                     | 10                     |
| Велике Погорілово, присілок | 15                     | 10                     |
| Гарманово, присілок         | 20                     | 17                     |
| Горка Мальгіна, присілок    | 0                      | 0                      |
| Горка-Назаровська, присілок | 14                     | 8                      |
| Денисовська, присілок       | 63                     | 51                     |
| Доронінська, присілок       | 18                     | 15                     |
| Дорошевиця, присілок        | 8                      | 6                      |
| Дресвянка, присілок         | 19                     | 19                     |
| Макаровська, присілок       | 22                     | 9                      |
| Мале Погорілово, присілок   | 13                     | 4                      |
| Міхальово, присілок         | 13                     | 12                     |
| Петраковська, присілок      | 15                     | 8                      |
| Степаново, присілок         | 35                     | 22                     |
| Степачевська, присілок      | 3                      | 0                      |
| Столбово, присілок          | 14                     | 10                     |
| Татаринська, присілок       | 10                     | 7                      |
| Фофановська, присілок       | 56                     | 33                     |
| Чавровська, присілок        | 17                     | 15                     |
| Шелота, село                | 182                    | 184                    |
| Якунінська, присілок        | 11                     | 12                     |